# St. Anthony's Peak (Sveti Kristofor i Nevis)
St. Anthony's Peak je vrh na otoku Sveti Kristofor u Svetom Kristoforu i Nevisu.
To je najviša točka na Jugoistočnom poluotoku otoka, koja se penje na 315 m iznad Velikog slanog jezera.